# 長春祠
24°09′52″N 121°36′16″E / 24.164536°N 121.604555°E
長春祠是台灣的一座紀念性建築，位於花蓮縣秀林鄉太魯閣國家公園內，距離太魯閣口2.3公里處。該祠為了奉祀不幸於台八線中橫公路闢建過程中因公殉職的225位榮民弟兄之靈位。由於中橫公路工程艱鉅，時有傷亡，當時的台灣省公路局為了告慰英靈，於是在1958年，擇定公路對岸的湧泉水瀑上方築祠。

## 簡介
長春祠的建築採中國北方建築風格，並依照附近地勢嵌入山壁之間，精巧而莊嚴。清新的泉水自山壁湧出，形成一道飛瀑直瀉而下，終年不歇，形成「長春飛瀑」（長春瀑布），為中橫公路的一處盛景。周圍具環形步道，可飽覽長春瀑布、峽谷及曲流風光。祠後有一石梯，高380階，可通往觀音洞，而祠下方的飛瀑，是由於河水不斷的撞擊、掏挖坡腳，使邊坡呈平行的方式後退。
長春祠步道從中橫公路舊道長春橋頭循階而下，沿著山壁鑿出的小徑至長春祠。步道延伸到長春祠正後方，垂直的山壁開鑿出「之」字形陡急而上的階梯，此段步道被稱為「天梯」。循天梯直上，先到達觀音洞、再經太魯閣樓和鐘樓。鐘樓是步道的最高點，登上鐘樓，居高臨下，俯瞰立霧溪曲折河道和峽谷，公路、車輛。從祠前眺望，立霧溪在此上下游作了3個超過90度的彎曲折轉，在地理學上稱為「曲流」，而長春祠就建在曲流的攻擊坡頂點上，因此剛好成為觀賞曲流地形的最佳地點。
由於此地屬大理岩與石英片岩交錯出現的地質，不斷受到應力作用而形成破碎岩層，極易崩塌。1987年溪溝峭壁發生嚴重崩坍，落石擊毀祠旁涼亭，1997年後才再度整建通置及亭閣，恢復入祠參觀。
目前長春祠周邊設施遭落石受損與步道部分崩塌，故處於暫時封閉管制之狀態，而靈位供奉位置變更為步道入口旁的三聖佛彌陀巖。
2021年11月28日，Google台灣版將長春祠畫成首頁塗鴉以慶祝太魯閣國家公園管理處成立35週年。

## 入祀殉職人員
長春祠內祀奉東西橫貫公路工程總處殉職員工225人，名列如下：
- 羅裕之
- 李學德
- 邱福林
- 張旺禮
- 劉少成
- 劉燦銀
- 楊國林
- 黃超華
- 張顯傑
- 李進友
- 靳存貴
- 李元漢
- 楊天祿
- 熊定壽
- 巨世昌
- 黃賤根
- 熊而義
- 林正盛
- 閻連清
- 林海雲
- 白文濤
- 胡殿貴
- 周楚有
- 李鴻
- 龔明清
- 蔣彪
- 王有元
- 孫愛卿
- 吳國生
- 鍾安民
- 楊成武
- 陳福初
- 萬本祿
- 吳吉慶
- 羅鳳壘
- 何元宵
- 陳德明
- 閻書亭
- 趙學之
- 管用洲
- 劉勇
- 吳長元
- 安長雲
- 陳永富
- 周易芳
- 公正芝
- 杜有明
- 謝敬勤
- 王福林
- 張連山
- 李華隆
- 葉德樹
- 楊煌玲
- 陳義興
- 廖本坤
- 鄧有忠
- 徐德勝
- 周鎮邦
- 李樹民
- 袁海清
- 賈國棟
- 周明龍
- 周業輝
- 鄭國祥
- 王金龍
- 呂金芝
- 周友三
- 謝英保
- 張乃福
- 胡占標
- 陳亞啞
- 趙玉成
- 詹照松
- 李麒麟
- 盧金鐘
- 樊長福
- 盛湊魁
- 段汝生
- 鄂信梅
- 曾九忠
- 潘詩聲
- 林金蓮
- 趙炳森
- 熊國群
- 鐘良安
- 袁輝
- 楊凱
- 張萬寶
- 童盛榮
- 金國光
- 周保富
- 許端木
- 管國才
- 白珍
- 顏基隱
- 馮紹華
- 曾能
- 彭小海
- 尹忠義
- 唐得才
- 邱金土
- 廖貴根
- 王麒麟
- 陳金振
- 謝登富
- 張明才
- 簡石淵
- 王恆富
- 吳遠東
- 孟朝貴
- 何維漢
- 王春明
- 李火木
- 林進郎
- 王寶壽
- 謝新發
- 寇德明
- 蔡萬基
- 朱永生
- 潘陸仔
- 吳義
- 張建國
- 高克明
- 傅超之
- 袁耀湘
- 陳前候
- 朱成煌
- 謝明賜
- 羅國成
- 施文輝
- 虞小郎
- 潘成炎
- 譚隆生
- 楊天道
- 黃有正
- 馬文鼎
- 靳珩
- 歐陽東
- 賴其昌
- 高世傑
- 邱培官
- 任國山
- 蔣道廉
- 鄭明之
- 陳學義
- 仇慶華
- 曹少雲
- 艾奇才
- 李體瑞
- 蒙雄飛
- 伍芬芹
- 樊兆儉
- 鐘泰福
- 資朝實
- 田洪福
- 任玉清
- 熊細仔
- 盧少華
- 王必成
- 敖開
- 胡國銓
- 楊朝章
- 李俊章
- 吳讚旺
- 葉阿松
- 邱金土
- 何鏡水
- 戴加壽
- 劉葉飛
- 林石
- 林松枝
- 管傳本
- 廖萬秋
- 林德蒲
- 黃阿朝
- 王廷棟
- 鄧武德
- 劉仁鳳
- 薛玉生
- 鄧林山
- 李盛德
- 羅立順
- 申錫恩
- 張海卿
- 胡顯丁
- 姚梅開
- 沈亭柱
- 許佛領
- 鄧德魚
- 李岳州
- 林昆
- 孫良
- 祝紹清
- 潘志
- 林旭
- 楊光
- 張步吉
- 李長生
- 馬成華
- 蘇士昇
- 金仁心
- 胡錫珍
- 陳加遂
- 戴俉善
- 黃石興
- 劉松裕
- 鄭訓吉
- 黃寶發
- 劉良
- 邱萬成
- 施金坤
- 鄧光榮
- 苗仁根
- 李奇山
- 楊正秋
- 蔣可安
- 賈玉山
- 常新海
- 鄒金田
- 徐振發
- 周幹光
- 段存根
- 謝忠福
- 李隨
- 程雲浦

## 照片

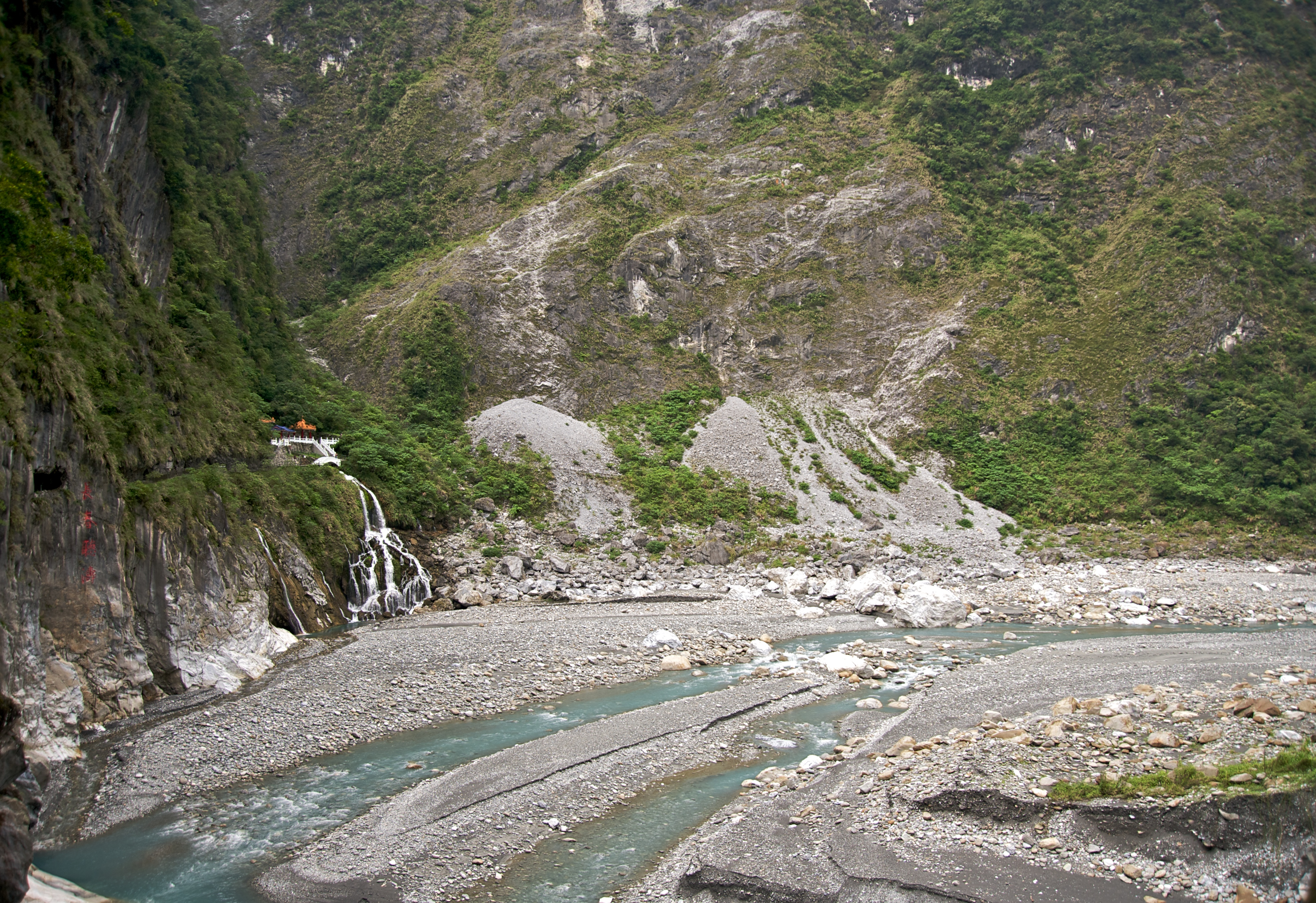
長春祠建於立霧溪曲流的攻擊坡頂點上
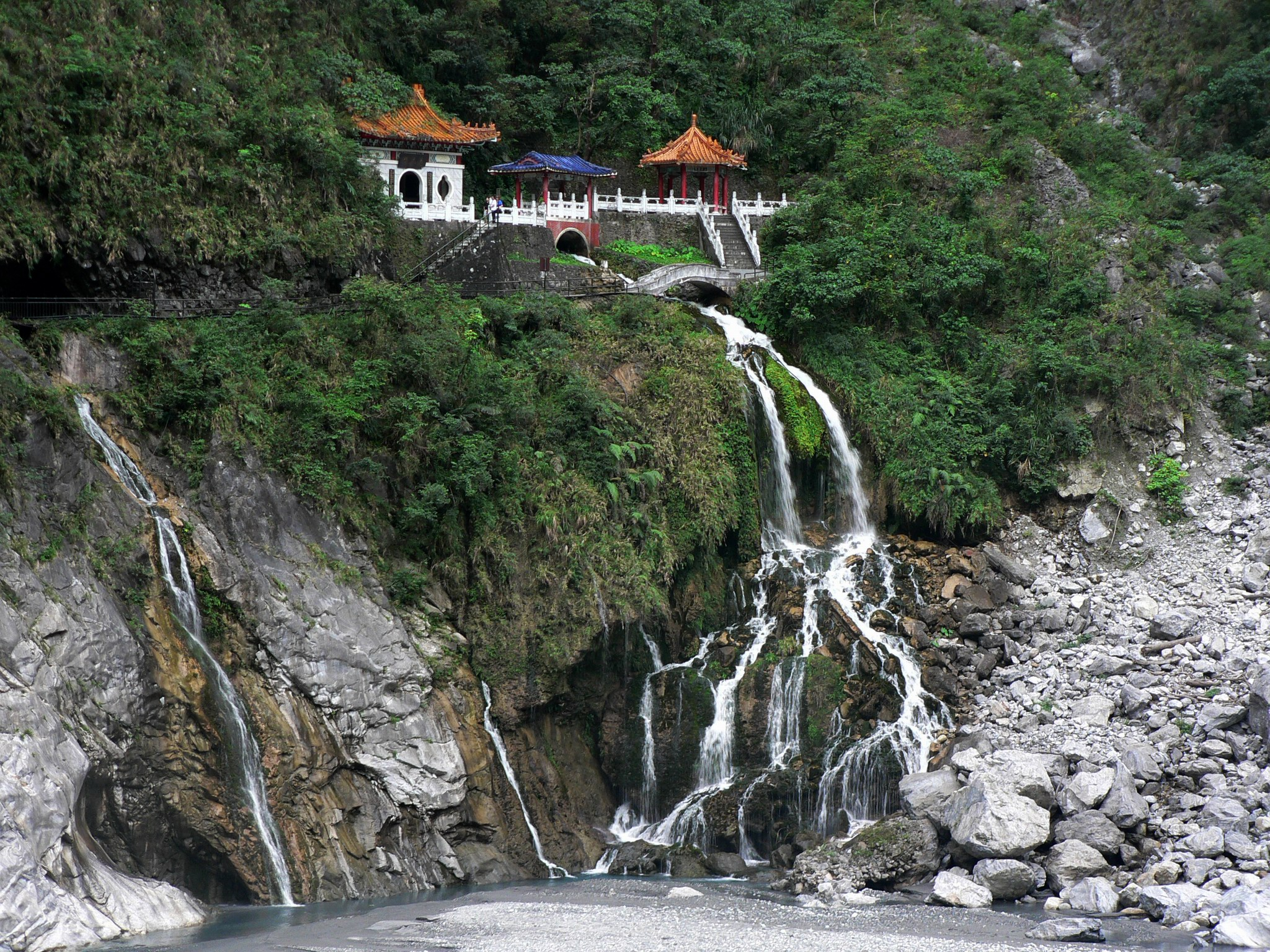
長春祠
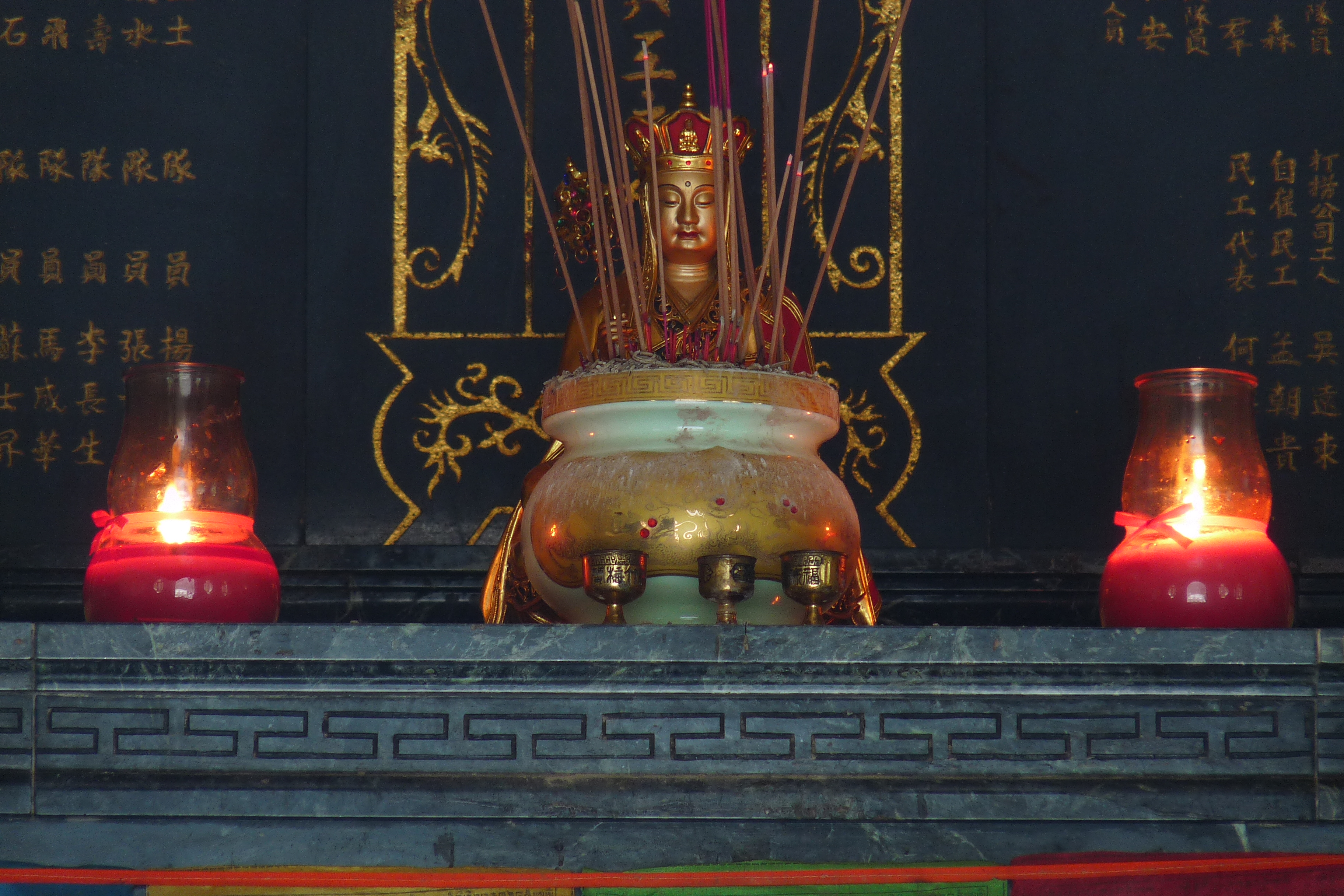
靈位前的地藏
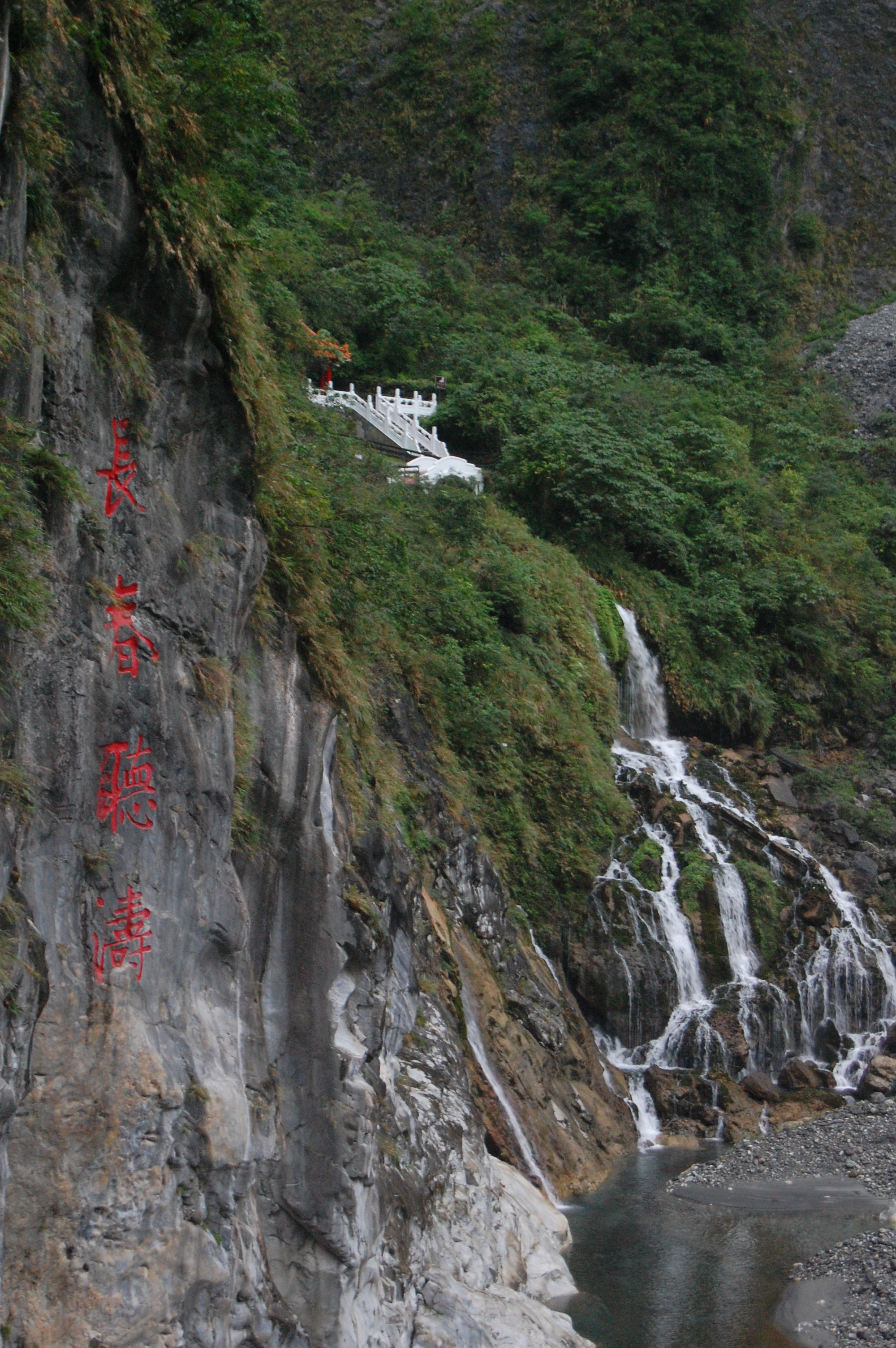
「長春聽濤」大石

## 資料來源
1. ↑  長春祠步道 （页面存档备份，存于）.太魯閣國家公園
2. ↑  . Google. 2021-11-28  [2021-11-28]. （原始内容存档于2022-01-01）.
3. ↑  姜定國, 本刊編輯部. . 榮光雙周刊. 2007-05-03  [2024-05-04]. （原始内容存档于2024-12-08）.

- 《太魯閣步道－步道19》，游登良著，麥田，2005年。

## 外部連結
- 長春祠步道  交通部觀光局 （页面存档备份，存于）
- 長春祠步道－太魯閣國家公園 （页面存档备份，存于）
- 長春祠－太魯閣國家公園 （页面存档备份，存于）
- 公路步道開放－太魯閣國家公園 （页面存档备份，存于）